# Boucé (Orne)
Boucé é uma comuna francesa na região administrativa da Normandia, no departamento de Orne. Estende-se por uma área de 20,39 km². Em 2010 a comuna tinha 627 habitantes (densidade: 30,8 hab./km²).